# 中原麻衣の小意気なリフレッシャー
『中原麻衣の小意気なリフレッシャー』（なかはらまいのこいきなリフレッシャー）は、ラジオ番組『aiステーション』を構成する2番組のひとつで、中原麻衣がパーソナリティを務めるラジオ番組である。USENの音楽放送サービス(USEN440(一部地域を除く)/SOUND PLANET/music Air Bee!/USEN on フレッツ等)において隔週で放送されている。

## 概要
『中原麻衣の小意気なリフレッシャー』は、2人の声優が隔週でパーソナリティを務める30分のラジオ番組『aiステーション』のうち、中原麻衣が担当する週の番組である。キャッチフレーズは、「中原流」の元気トークでaiを届ける番組。2004年秋にスタートし、USENで隔週放送されている。
2007年7月からは、モバHO!においても放送が開始された(2009年3月のモバHO!停波まで)。
放送局
USEN C/G26ch
SOUND PLANET
music Air Bee!
USEN on フレッツ
USEN440 (一部地域を除く)
他
放送日
隔週月曜から日曜
放送時間
3時30分 - 4時
7時30分 - 8時
11時30分 - 12時
15時30分 - 16時
19時30分 - 20時
23時30分 - 24時
月曜最初の放送で更新され、以後リピート放送。

『中原麻衣の小意気なリフレッシャー』の開始以前に、『中原麻衣の小意気なREFRESHER!』という番組があった。
『中原麻衣の小意気なREFRESHER!』は、4人の声優が週交代で月に1度パーソナリティを務めるラジオ番組『a-FANFAN』のうち、5人目のパーソナリティとして中原麻衣が担当したラジオ番組であった。インターネット配信される番組として隔週更新され、第5週のある月はUSENにおいても放送された。
2004年2月13日に配信が開始され、2004年夏に更新が終了した。
『中原麻衣の小意気なREFRESHER!』と『中原麻衣の小意気なリフレッシャー』は、番組名から混同されることが多い。しかし、内容的にはまったく別の番組である。

## 内容
番組の進行は、基本的に次のように行われる（2009年7月現在）。
1. オープニングトーク
2. 中原麻衣の曲
3. ふつおた
4. 番組コーナー
  - 愛の交換日記 （1か月に1回程度）
  - 暇の達人! （2か月に1回程度）
  - 香りの達人! （2か月に1回程度）
  - 愛のアニソン!
  - 他
5. エンディング

オープニングトークでは、後続のフリートークを代表する言葉を一言告げ、番組名をコールしてからフリートークを行う。中原の近況報告の場のひとつとなっている。
エンディングでは、出演情報・イベント情報など中原に関する告知が行われることが多い。

## コーナー
愛のアニソン!
『aiステーション』共通のコーナー。
愛をテーマとしたアニソンをかけて中原がコメントする。リスナーからのリクエストも受け付ける。
愛の交換日記
『aiステーション』共通のコーナー。
中原と、『aiステーション』のもうひとつの番組『野中藍のあいだけに○○!』担当の野中藍が交換日記を通して質問と回答を行う。
ブラックorホワイト
中原麻衣に関する2択問題（「社長・中原麻衣」or「秘書・中原麻衣」など）を提示し、どちらが中原に似合っているかリスナーから意見を募集する。双方の意見を発表した上で中原自身が結論を出すが、リスナーの意見はあくまで参考として扱われる。
暇の達人!
1日24時間のいつ暇になっても対応できるをコンセプトに、お題として指定された時刻に暇になったら何をするかをリスナーから募集する。お題となる時刻は、USENトランプによって設定される。
開始時刻だけでなく終了時刻を設定するケース、食事時のため食事プランを募集するケースなど、バリエーションがいろいろある。
香りの達人!
アロマに関するヒントを出し、その香りを当てるクイズコーナー。
終了したコーナーには、次のようなものがある。
にてねぇえ?
リスナーから似ているものを募集し、中原が一番似ていると思ったものを各回ひとつ認定する。認定者には、中原麻衣セレクトのニモノ缶（ニテイル缶）が送られる。ニテイル缶とは、ようするに煮物の缶詰であり、サーモン中骨水煮などがセレクトされている。
中原に似た人物を目撃したというリスナーも、似ているのを越える中原本人の目撃報告であったため認定された。
はずせナイト！
指定されたテーマに関して、絶対に外せないというものをリスナーから募集する。納得させられればナイトの称号が与えられる。
マイコピー
指定されたテーマでコピーを募集する。